# Dorfkirche Dammendorf

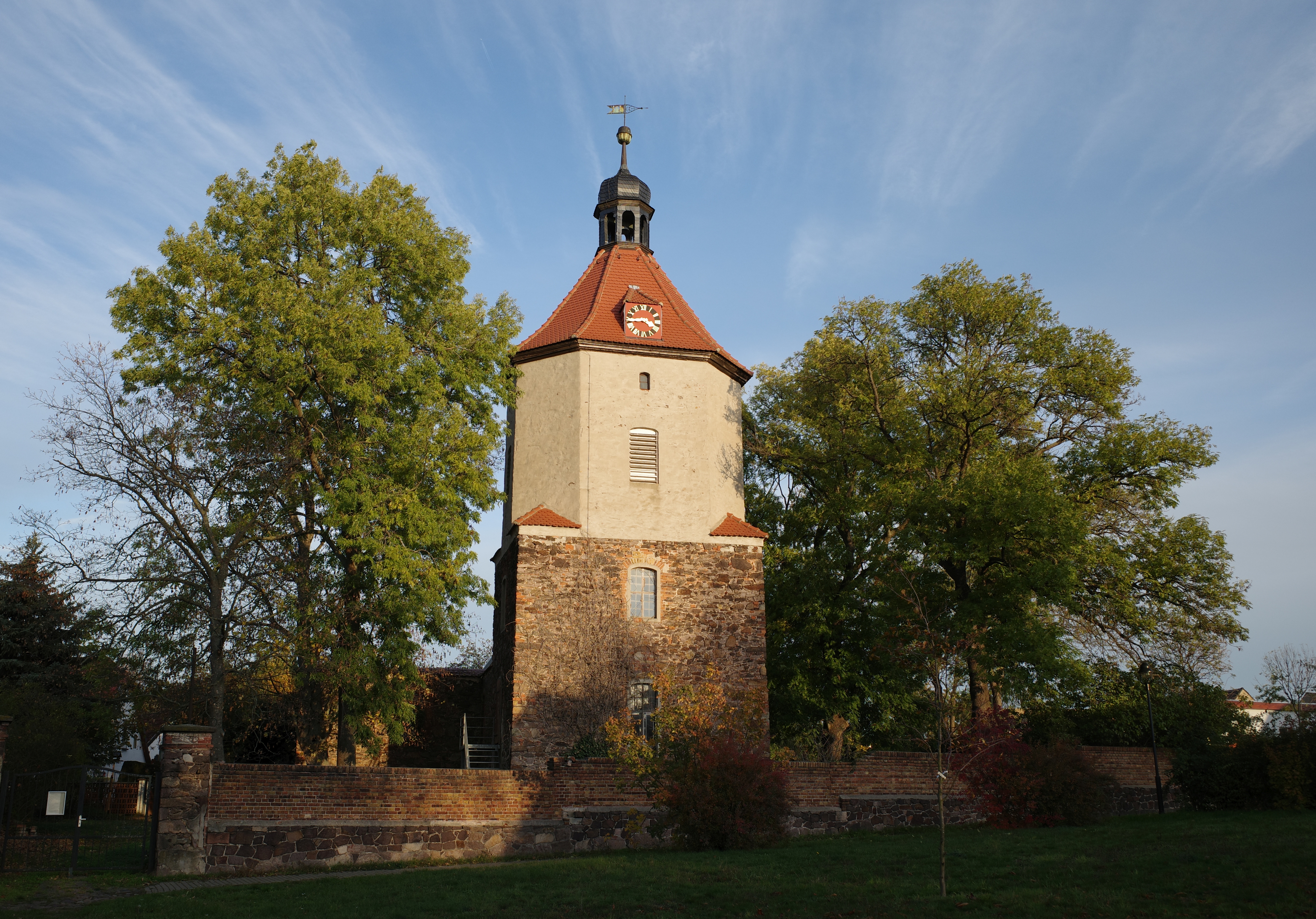
Dorfkirche Dammendorf, Westansicht

Die Dorfkirche Dammendorf ist die Ruine der ehemaligen evangelischen Kirche von Dammendorf im Saalekreis.

## Geschichte
Die Kirche von Dammendorf wurde im 12. Jahrhundert als romanisches Gotteshaus begründet. Die Grundmauern des Westturmes datieren noch aus dieser Zeit. Im 15. Jahrhundert wurde die Kirche erweitert. 1680 wurde die Kirche nach Schäden im Dreißigjährigen Krieg wieder aufgebaut. 1743–45 wurde das heutige Bauwerk als einschiffige Saalkirche mit Segmentbogenfenstern und zweistöckiger Loge auf der Nordseite errichtet. 1745 folgte die Fertigstellung der oktogonalen Glockenstube mit Dachreiter. In den 1970er Jahren wurde die Kirche aufgegeben, die Innenausstattung entfernt, ausgelagert und das Dach des Kirchenschiffes abgetragen. Die Mauern des Kirchenschiffes sowie der Turm blieben bestehen, sodass die Kirche als Ruine fortbesteht. 1990 wurde der Turm neu gedeckt und restauriert. Heute wird die Kirche einmal im Jahr für Freiluftgottesdienste genutzt.

## Architektur
Die Kirchenruine ist ein einschiffiger Saalbau aus Bruchsteinmauerwerk. Der Ostabschluss des Altarraumes ist gerade gehalten. Im Norden ist eine rechteckige, zweigeschossige Loge angefügt, die im Erdgeschoss eine Sakristei beherbergte. Heute ist die Sakristei nicht mehr begehbar. Die Fenster des Kirchenschiffes sind als Segmentbogenfenster gestaltet, die Laibungen der Fenster sind aus Ziegelsteinen gemauert. Das rechteckige Untergeschoss des Turmes öffnet sich zum Kirchenschiff mit einem massiven Rundbogen. Dieser ist heute mit Holz verblendet, da das Untergeschoss des Turmes heute als Lager genutzt wird. Das einstige Satteldach des Kirchenschiffes fehlt. Die Wände weisen Reste einstigen Verputzes auf. Das Mauerwerk ist an der Ostseite durch Efeu überwachsen.
Das Obergeschoss des Turmes ist heute verputzt und hat eine längliche, oktogonale Form mit kleinen Schallfenstern nebst Turmuhr und Dachreiter, der Altarraum war einst auf einer Stufe erhöht.

## Ausstattung
Die Kirche besitzt heute nahezu keine Ausstattung mehr, das Innere ist die meiste Zeit des Jahres durch reichliche Vegetation bedeckt. In der Nordwand des Altarraumes ist ein spätgotisches, spitzbogiges Sakramentshäuschen erhalten. An der Südwand befindet sich ein stark verwittertes barockes Epitaph. Im einstigen Altarraum befindet sich heute noch ein aus Feldsteinen gemauerter Altartisch mit einteiliger Mensa aus Sandstein. Die Rückseite des Altartisches ist stark beschädigt. Reste des Fußbodens, der aus Ziegelsteinen bestand, sind noch erhalten.

## Glocken
In der Glockenstube hängen noch heute zwei Glocken, die zusammen eines der wertvollsten Duette der Region bilden. Eine dritte Glocke aus dem massiven Bockstrebenstuhl aus Eichenholz wurde 1917 abgegeben.
Die kleine Glocke wurde im 13. Jahrhundert durch einen unbekannten Gießer geschaffen und ist damit eine der ältesten Glocken des Saalekreises. Bis auf einen Wulst weist sie keine Verzierung auf. Sie erklingt mit dem Nominal a″.
Die große Glocke wurde 1518 durch den Halleschen Gießer geschaffen, sie ist mit einer Minuskelinschrift sowie dem halleschen Stadtwappen und einem Christus-Medaillon verziert. Das 96 cm Durchmesser messende Instrument erklingt im Nominal gis′. Beide Glocken sind heute nur von Hand zu läuten.